# Den Haag Raiders '99
I Den Haag Raiders '99 sono una squadra di football americano, di L'Aia, nei Paesi Bassi.

## Storia
La squadra è stata fondata negli anni '80 del XX secolo col nome di The Hague Raiders e rifondata nel 2000 come Den Haag Raiders '99; ha vinto 3 volte il Tulip Bowl e 4 volte il campionato di flag football (come Den Haag Hyenas).

## Dettaglio stagioni

### Tornei nazionali

#### Campionato

##### Eredivisie
| Stagione | regular season | regular season | regular season | regular season | regular season | regular season | playoff | playoff | playoff | playoff | playoff | playoff   | playoff    |
|          | Vin            | Par            | Per            | Tot            | PF             | PS             | Vin     | Per     | Tot     | PF      | PS      | risultato | avversaria |
| -------- | -------------- | -------------- | -------------- | -------------- | -------------- | -------------- | ------- | ------- | ------- | ------- | ------- | --------- | ---------- |
| 2013     | 0              | 0              | 7              | 7              | 68             | 264            | -       | -       | -       | -       | -       | -         | -          |
| Totale   | 0              | 0              | 7              | 7              | 68             | 264            | -       | -       | -       | -       | -       |           |            |

Fonti: Enciclopedia del Football - A cura di Roberto Mezzetti

##### Eerste Divisie
| Stagione | regular season | regular season | regular season | regular season | regular season | regular season | playoff | playoff | playoff | playoff | playoff | playoff         | playoff                |
|          | Vin            | Par            | Per            | Tot            | PF             | PS             | Vin     | Per     | Tot     | PF      | PS      | risultato       | avversaria             |
| -------- | -------------- | -------------- | -------------- | -------------- | -------------- | -------------- | ------- | ------- | ------- | ------- | ------- | --------------- | ---------------------- |
| 2017     | 8              | 0              | 0              | 8              | 175            | 75             | 1       | 1       | 2       | 36      | 49      | Runners-Up Bowl | Lelystad Commanders    |
| 2018     | 10             | 0              | 0              | 10             | 241            | 45             | 1       | 1       | 2       | 41      | 31      | Runners-Up Bowl | Amsterdam Crusaders II |
| 2019     | 4              | 0              | 3              | 7              | 165            | 48             | 0       | 1       | 1       | 13      | 14      | Semifinale      | 010 Trojans            |
| Totale   | 22             | 0              | 3              | 25             | 581            | 168            | 2       | 3       | 5       | 90      | 94      |                 |                        |

Fonti: Enciclopedia del Football - A cura di Roberto Mezzetti

### Riepilogo fasi finali disputate
| Anno           | Luogo     | Evento         | Fase del torneo | Incontro                                      | Risultato |
| 1º luglio 2017 |           | Eerste Divisie | Runners-Up Bowl | Lelystad Commanders - Den Haag Raiders '99    | 27 - 10   |
| 7 luglio 2018  | Amsterdam | Eerste Divisie | Runners-Up Bowl | Amsterdam Crusaders II - Den Haag Raiders '99 | 17 - 14   |
| 23 giugno 2019 |           | Eerste Divisie | Semifinale      | 010 Trojans - Den Haag Raiders '99            | 14 - 13   |

## Palmarès
- 3 Tulip Bowl (1986, 1992, 1994)
- 1 Runners-Up Bowl (2003)
- 1 Campionato di terza divisione (2002)
- 6 Campionati olandesi di flag football (2008, 2010, 2011, 2013, 2014, 2016)
- 1 Walldorf Big Bowl (2011[1])